# Danh sách diễn viên trong The Hunger Games
Đây là danh sách các diễn viên xuất hiện trong Đấu trường sinh tử dựa trên một quyển sách cùng tên của tác giả Suzanne Collins.

## Dàn diễn viên
| Nhân vật                                      | Phim                      | Phim                    | Phim                      | Phim                      |  |
| Nhân vật                                      | Đấu trường sinh tử (2012) | Bắt lửa (2013)          | Húng nhại – Phần 1 (2014) | Húng nhại – Phần 2 (2015) |  |
| Nhân vật chính                                | Nhân vật chính            | Nhân vật chính          | Nhân vật chính            | Nhân vật chính            |  |
| --------------------------------------------- | ------------------------- | ----------------------- | ------------------------- | ------------------------- |  |
| Katniss Everdeen                              | Jennifer Lawrence         | Jennifer Lawrence       | Jennifer Lawrence         | Jennifer Lawrence         |  |
| Peeta Mellark                                 | Josh Hutcherson           | Josh Hutcherson         | Josh Hutcherson           | Josh Hutcherson           |  |
| Gale Hawthorne                                | Liam Hemsworth            | Liam Hemsworth          | Liam Hemsworth            | Liam Hemsworth            |  |
| Haymitch Abernathy                            | Woody Harrelson           | Woody Harrelson         | Woody Harrelson           | Woody Harrelson           |  |
| Effie Trinket                                 | Elizabeth Banks           | Elizabeth Banks         | Elizabeth Banks           | Elizabeth Banks           |  |
| Primrose Everdeen                             | Willow Shields            | Willow Shields          | Willow Shields            | Willow Shields            |  |
| Công dân Capitol                              |                           |                         |                           |                           |  |
| Tổng thống Coriolanus Snow                    | Donald Sutherland         | Donald Sutherland       | Donald Sutherland         | Donald Sutherland         |  |
| MC Caesar Flickerman                          | Stanley Tucci             | Stanley Tucci           | Stanley Tucci             | Stanley Tucci             |  |
| Quản trò Plutarch Heavensbee                  |                           | Philip Seymour Hoffman  | Philip Seymour Hoffman    | Philip Seymour Hoffman    |  |
| Nhà thiết kế Cinna                            | Lenny Kravitz             | Lenny Kravitz           |                           |                           |  |
| Quản trò Seneca Crane                         | Wes Bentley               |                         |                           |                           |  |
| Claudius Templesmith                          | Toby Jones                | Toby Jones              |                           |                           |  |
| Octavia                                       | Brooke Bundy              | Brooke Bundy            |                           | Brooke Bundy              |  |
| Flavius                                       | Nelson Ascencio           | Nelson Ascencio         |                           | Nelson Ascencio           |  |
| Portia                                        | Latarsha Rose             |                         |                           |                           |  |
| Venia                                         | Kimiko Gelman             |                         |                           |                           |  |
| Atala                                         | Karan Kendrick            |                         |                           |                           |  |
| Lavinia                                       | Amber Chaney              |                         |                           |                           |  |
| Lucia                                         | Sharon Morris             |                         |                           |                           |  |
| Celestia Snow                                 |                           | Erika Bierman           | Erika Bierman             | Erika Bierman             |  |
| Antonius                                      |                           |                         | Robert Knepper            | Robert Knepper            |  |
| Egeria                                        |                           |                         | Sarita Choudhury          | Sarita Choudhury          |  |
| Tigris                                        |                           |                         |                           | Eugenie Bondurant         |  |
| Cư dân Quận 12                                |                           |                         |                           |                           |  |
| Bà Everdeen (mẹ Katniss)                      | Paula Malcomson           | Paula Malcomson         | Paula Malcomson           | Paula Malcomson           |  |
| Ông Everdeen (bố Katniss)                     | Philip Troy Linger        |                         |                           | Philip Troy Linger        |  |
| Bà Mellark (mẹ Peeta)                         | Raiko Bowman              |                         |                           |                           |  |
| Greasy Sae                                    | Sandra Ellis Lafferty     | Sandra Ellis Lafferty   |                           |                           |  |
| Romulus Thread                                |                           | Patrick St. Esprit      |                           |                           |  |
| Cray                                          |                           | Wilbur Fitzgerald       |                           |                           |  |
| Ripper                                        |                           | Taylor St. Clair        |                           |                           |  |
| Cư dân Quận 13                                |                           |                         |                           |                           |  |
| Tổng thống Alma Coin                          |                           |                         | Julianne Moore            | Julianne Moore            |  |
| Boggs                                         |                           |                         | Mahershala Ali            | Mahershala Ali            |  |
| Cressida                                      |                           |                         | Natalie Dormer            | Natalie Dormer            |  |
| Messalla                                      |                           |                         | Evan Ross                 | Evan Ross                 |  |
| Castor                                        |                           |                         | Wes Chatham               | Wes Chatham               |  |
| Pollux                                        |                           |                         | Elden Henson              | Elden Henson              |  |
| Jackson                                       |                           |                         |                           | Michelle Forbes           |  |
| Homes                                         |                           |                         |                           | Omid Abtahi               |  |
| Mitchell                                      |                           |                         |                           | Joe Chrest                |  |
| Lính Leeg 1                                   |                           |                         |                           | Misty Ormiston            |  |
| Lính Leeg 2                                   |                           |                         |                           | Kim Ormiston              |  |
| Các cống phẩm (Đấu trường sinh tử mùa thứ 74) |                           |                         |                           |                           |  |
| Marvel                                        | Jack Quaid                | Jack Quaid              |                           |                           |  |
| Glimmer                                       | Leven Rambin              |                         |                           |                           |  |
| Cato                                          | Alexander Ludwig          |                         |                           |                           |  |
| Clove                                         | Isabelle Fuhrman          |                         |                           |                           |  |
| Cống phẩm nam Quận 3                          | Ian Nelson                | Ian Nelson (f) (u)      |                           |                           |  |
| Marina                                        | Tara Macken               | Tara Macken (f) (u)     |                           |                           |  |
| Mặt cáo                                       | Jacqueline Emerson        |                         |                           |                           |  |
| Jason                                         | Ashton Moio (u)           |                         |                           |                           |  |
| Sarah                                         | Mackenzie Lintz           | Mackenzie Lintz (f) (u) |                           |                           |  |
| Thresh                                        | Dayo Okeniyi              | Dayo Okeniyi (f)        |                           |                           |  |
| Rue                                           | Amandla Stenberg          | Amandla Stenberg (f)    |                           |                           |  |
| Cống phẩm nữ Quận 3                           | Kalia Prescott            | Kalia Prescott (f) (u)  |                           |                           |  |
| Cống phẩm nam Quận 4                          | Ethan Jamieson            | Ethan Jamieson (f) (u)  |                           |                           |  |
| Cống phẩm nam Quận 5                          | Chris Mark (u)            |                         |                           |                           |  |
| Cống phẩm nam Quận 6                          | Ashton Moio (u)           |                         |                           |                           |  |
| Cống phẩm nữ Quận 6                           | Kara Petersen (u)         |                         |                           |                           |  |
| Cống phẩm nam Quận 7                          | Sam Ly (u)                |                         |                           |                           |  |
| Cống phẩm nữ Quận 7                           | Leigha Hancock (u)        |                         |                           |                           |  |
| Cống phẩm nam Quận 8                          | Samuel Tan (u)            | Samuel Tan (f) (u)      |                           |                           |  |
| Cống phẩm nam Quận 9                          | Imanol Yepez-Frias        |                         |                           |                           |  |
| Cống phẩm nữ Quận 9                           | Annie Thurman             |                         |                           |                           |  |
| Cống phẩm nam Quận 10                         | Jeremy Marinas            |                         |                           |                           |  |
| Cống phẩm nữ Quận 10                          | Dakota Hood               |                         |                           |                           |  |
| Các cống phẩm (Đấu trường sinh tử mùa thứ 75) |                           |                         |                           |                           |  |
| Beetee Latier                                 |                           | Jeffrey Wright          | Jeffrey Wright            | Jeffrey Wright            |  |
| Finnick Odair                                 |                           | Sam Claflin             | Sam Claflin               | Sam Claflin               |  |
| Johanna Mason                                 |                           | Jena Malone             | Jena Malone               | Jena Malone               |  |
| Enobaria                                      |                           | Meta Golding            |                           | Meta Golding              |  |
| Mags Cohen                                    |                           | Lynn Cohen              |                           |                           |  |
| Wiress                                        |                           | Amanda Plummer          |                           |                           |  |
| Gloss                                         |                           | Alan Ritchson           |                           |                           |  |
| Cashmere                                      |                           | Stephanie Leigh Schlund |                           |                           |  |
| Brutus                                        |                           | Bruno Gunn              |                           |                           |  |
| Nữ Morphling                                  |                           | Megan Hayes             |                           |                           |  |
| Blight                                        |                           | Bobby Jordan (u)        |                           |                           |  |
| Cecelia                                       |                           | Elena Sanchez           |                           |                           |  |
| Woof                                          |                           | John Casino             |                           |                           |  |
| Seeder                                        |                           | Maria Howell            |                           |                           |  |
| Chaff                                         |                           | E. Roger Mitchell       |                           |                           |  |
| Cống phẩm nam Quận 5                          |                           | James Logan             |                           |                           |  |
| Cống phẩm nữ Quận 5                           |                           | Ivette Li-Sanchez (u)   |                           |                           |  |
| Cống phẩm nam Quận 6                          |                           | Justin Hix (u)          |                           |                           |  |
| Cống phẩm nam Quận 9                          |                           | Daniel Bernhardt        |                           |                           |  |
| Cống phẩm nữ Quận 9                           |                           | Marian Green            |                           |                           |  |
| Cống phẩm nam Quận 10                         |                           | Jackson Spidell (u)     |                           |                           |  |
| Cống phẩm nữ Quận 10                          |                           | Tiffany Waxler (u)      |                           |                           |  |
| Cư dân các Quận khác                          |                           |                         |                           |                           |  |
| Annie Cresta                                  |                           | Stef Dawson             | Stef Dawson               | Stef Dawson               |  |
| Chỉ huy Paylor                                |                           |                         | Patina Miller             | Patina Miller             |  |
| Chỉ huy Lyme                                  |                           |                         |                           | Gwendoline Christie       |  |
| Thị trưởng Quận 11                            |                           | Afemo Omilami           |                           |                           |  |
| Ông già Quận 11                               |                           | Leon Lamar              |                           |                           |  |
| Mẹ Rue                                        |                           | Kimberley Drummond      |                           |                           |  |
| Cô gái hoa Quận 4                             |                           | Mandy Neuhaus           |                           |                           |  |
| Eddy                                          |                           |                         | Michael Garza             |                           |  |

Tiểu dẫn:
- (f) xuất hiện trong đoạn quay lưu được sử dụng trong phim.
- (u) tham gia phim nhưng không được ghi tên trong phần giới thiệu diễn viên.

## Liên quan khác
- Chi tiết toàn bộ dàn diễn viên và đoàn làm phim của Đấu trường sinh tử ở IMDb
- Chi tiết toàn bộ dàn diễn viên và đoàn làm phim của Đấu trường sinh tử: Bắt lửa ở IMDb
- Chi tiết toàn bộ dàn diễn viên và đoàn làm phim của Đấu trường sinh tử: Húng nhại - Phần 1 ở IMDb
- Chi tiết toàn bộ dàn diễn viên và đoàn làm phim của Đấu trường sinh tử: Húng nhại - Phần 2 ở IMDb